# Guo Wenjun
Guo Wenjun (郭 文珺T, Guō WénjùnP; Xi'an, 22 giugno 1984) è una tiratrice a segno cinese, vincitrice di due medaglie d'oro ai Giochi olimpici in due diverse edizioni: a Pechino 2008 e a Londra 2012.

## Palmarès

### Giochi olimpici
- 2 medaglie:
  - 2 ori (pistola 10 metri aria compressa a Pechino 2008; pistola 10 metri aria compressa a Londra 2012).

### Campionati asiatici
- 2 medaglie:
  - 2 ori (pistola 10 metri aria compressa a Kuwait City 2007; pistola 10 metri aria compressa a Doha 2009).

### Giochi asiatici
- 1 medaglia:
  - 1 argento (pistola 10 metri aria compressa a Doha 2006).